# Soraya Jiménez
Soraya Jiménez Mendívil (Naucalpan de Juárez, Estado de México, 5 de agosto de 1977-Ciudad de México, 28 de marzo de 2013) fue una halterofilista mexicana. Logró ganar una medalla de oro en los Juegos Olímpicos de Sídney 2000, siendo la primera atleta mexicana en obtener un oro olímpico.

## Biografía y carrera

### 1977-1996: primeros años e inicios deportivos
Soraya Jiménez Mendívil nació el 5 de agosto de 1977 en Naucalpan de Juárez, Estado de México, siendo hija del contador público José Luis Jiménez, y de María Dolores Mendívil, así como hermana gemela de Magali Jiménez. Junto a su hermana, se inició en el deporte como basquetbolista, y ambas compitieron en selecciones infantiles y juveniles. Tenía pensado perseguir una carrera profesional en el antedicho deporte, pero lo abandonó porque la estatura no le favoreció. Tras esto, intentó probar suerte en el bádminton y la natación, hasta que finalmente entre los 11 y 14 años, descubrió su gusto por la halterofilia. Comenzó a prepararse de lleno en dicha disciplina con ayuda de profesores expertos en la misma, quienes al ver su potencial y capacidad para levantar grandes pesos, procedieron a inscribirla en diversos torneos nacionales.
Cómo halterofilista, consiguió su primer reconocimiento internacional a los 16 años, obteniendo el tercer lugar en levantamiento de pesas en la copa NORCECA de Colorado Springs, en Estados Unidos, participando en la categoría de 54 kilos, en la que logró levantar 120 kilogramos en total.

### 1996-2000: transición al nivel profesional
En 1996, obtuvo su primer triunfo en una competencia, al conquistar el oro en el Torneo Internacional Simón Bolívar en Carúpano, Venezuela, en el que levantó un total de 170 kilos, implantando por primera vez un récord mexicano.
En 1997, el Comité Olímpico Internacional aprobó la participación de las mujeres en halterofilia dentro de los Juegos Olímpicos. Posteriormente, conquistó la Olimpiada Juvenil, los Juegos Centroamericanos y del Caribe en 1998, obtuvo plata en los Juegos Panamericanos de 1999 en Winnipeg, Canadá.

### 2000: Juegos Olímpicos deSídney 2000
Su consagración como deportista llegó el 18 de septiembre de 2000, cuando Jiménez hizo historia al convertirse en la primera mujer mexicana en ganar una medalla de oro en los Juegos Olímpicos, logrando el primer lugar en el último levantamiento de la competencia para acumular un total de 222.5 kg levantados y superando a la competidora favorita la norcoreana Ri Song Hui, siendo además esta la primera medalla de oro para México desde Los Ángeles 1984.

### 2002-2013: controversias, retiro y vida posterior
En 2002, Jiménez estuvo envuelta en un escándalo internacional, ya que uno de los requisitos para participar en el Campeonato Mundial Universitario de Pesas en Turquía, era precisamente ser estudiante universitario. Jiménez presentó documentos apócrifos que la acreditaban como pasante de la UNAM, situación que fue denunciada por la Federación Mexicana de este deporte. Soraya culpó en primera instancia a las autoridades de la federación, pero después aceptó su culpa plenamente. En este mismo año, la Federación Internacional de Halterofilia notificó a su homólogo mexicano que se detectó que Jiménez había usado sustancias prohibidas (dopaje) en el Campeonato Panamericano de Venezuela, lo que la inhabilitó para competir durante seis meses. A esta serie de problemas se sumó su bajo desempeño, ya que quedó en el noveno sitio general en el Campeonato Mundial de Varsovia, en Polonia. Tras no lograr clasificarse a los Juegos Olímpicos de Atenas 2004, decidió retirarse profesionalmente como halterofilista.
Después de su retiro, Jiménez comenzó a mostrar varios deterioros de salud; acumuló un historial clínico de catorce operaciones en la pierna izquierda, varios paros cardiorrespiratorios y la pérdida de un pulmón, que en 2007 le fue extirpado a causa de influenza tipo B, la cual contrajo en julio de ese año durante los Juegos Panamericanos de Río de Janeiro; esta enfermedad la mantuvo al filo de la muerte durante 15 días.
A pesar de sufrir un deterior de salud, continuó haciendo apariciones públicas, e incluso fue parte de Televisa Deportes como comentarista invitada en ciertas ocasiones especiales, como en los Juegos Olímpicos de Pekín 2008 y Londres 2012, así como en programas cómicos de la misma empresa, destacando un sketch que coprotagonizó junto a Eugenio Derbez. También fungió un tiempo como maestra de Halterofilia en la Universidad Autónoma del Estado de México. Se distinguió por mantener una vida relativamente normal que, sin embargo, a la vez fue aprovechada por políticos y otros para favores que en ocasiones no le redituaron ganancias económicas. Teniendo por delante una situación económica difícil, pero no apreciable a simple vista, se llegó a mencionar que Fernando Platas, durante el tiempo que estuvo como dirigente del deporte en el Estado de México, no le brindó suficiente apoyo. La hermana de este último, durante su función como representante de Soraya, llegó a mencionarle que había que asistir a ciertos eventos, pero que al final nunca le redituaron salario alguno, siendo la mencionada representante quien cobraba por ella cantidades estratosféricas por dichas apariciones públicas; dicha falta de retribución económica fue una de las situaciones difíciles que ayudaron a incrementar el mal estado de salud de Soraya.

## Muerte
El 28 de marzo de 2013, Jiménez falleció a los 35 años de edad en su departamento localizado en Ciudad de México, a causa de un infarto agudo al miocardio. Su cuerpo fue cremado y sus cenizas fueron entregadas a sus familiares.

## Legado
El 5 de agosto de 2021, Google le dedicó un Doodle de Google, en celebración por su cumpleaños número cuarenta y cuatro.
Su incursión en la halterofilia se convirtió en fuente de admiración para que otras deportistas mexicanas exploraran dicha disciplina, siendo citada en 2021 por la halterofilista y medallista olímpica Aremi Fuentes, como su inspiración deportiva.

## Mayores resultados
| Año                    | Sede                   | Peso                   | Arrancada (kg)         | Arrancada (kg)         | Arrancada (kg)         | Arrancada (kg)         | Dos tiempos (kg)       | Dos tiempos (kg)       | Dos tiempos (kg)       | Dos tiempos (kg)       | Total                  | Rank                   |
| Año                    | Sede                   | Peso                   | 1                      | 2                      | 3                      | Rank                   | 1                      | 2                      | 3                      | Rank                   | Total                  | Rank                   |
| Representando a México | Representando a México | Representando a México | Representando a México | Representando a México | Representando a México | Representando a México | Representando a México | Representando a México | Representando a México | Representando a México | Representando a México | Representando a México |
| Juegos Olímpicos       | Juegos Olímpicos       | Juegos Olímpicos       | Juegos Olímpicos       | Juegos Olímpicos       | Juegos Olímpicos       | Juegos Olímpicos       | Juegos Olímpicos       | Juegos Olímpicos       | Juegos Olímpicos       | Juegos Olímpicos       | Juegos Olímpicos       | Juegos Olímpicos       |
| ---------------------- | ---------------------- | ---------------------- | ---------------------- | ---------------------- | ---------------------- | ---------------------- | ---------------------- | ---------------------- | ---------------------- | ---------------------- | ---------------------- | ---------------------- |
| 2000                   | Sídney, Australia      | 58 kg                  | 90.0                   | 92.5                   | 95.0                   | 95.0                   | 117.5                  | 122.5                  | 127.5                  | 127.5                  | 222.5                  | Medalla de oro         |

## Campeonatos y logros
Copa NORCECA de levantamiento de pesas, en Colorado Springs. 1 al 3 de marzo de 1993.
- Lugar obtenido: tercero
- Categoría: 54 kg
- Arranque: 55 kg
- Envión: 65 kg
- Total: 120 kg

Copa NORCECA de levantamiento de pesas, en Shreverporth, Luisiana. 1 al 4 de marzo de 1996.
- Lugar obtenido: tercero
- Categoría: 54 kg
- Arranque: 62,5 kg
- Envión: 82,5 kg
- Total: 145 kg

Campeonato Mundial Femenil de Mayores, en Polonia. 1 al 12 de mayo de 1996.
- Lugar obtenido: decimocuarto en arranque y noveno en envión
- Categoría: 54 kilogramos
- Arranque: 60 kilogramos
- Envión: 87,5 kilogramos
- Total: 147,5 kilogramos

Torneo Internacional Simón Bolívar, en Carúpano, Venezuela. 2 al 9 de junio de 1996.
- Lugar obtenido: primero
- Categoría: 54 kg
- Arranque: 75 kg
- Envión: 95 kg
- Total: 170 kg
- Primer Lugar como levantadora del evento, implantando récord mexicano en las dos modalidades y en el total.[23]

Copa Guatemala. 7 al 12 de octubre de 1996.
- Lugar obtenido: primero
- Categoría: 54 kg
- Arranque: 77.5 kg
- Envión: 95 kg
- Total: 170 kg
- Primer Lugar como mejor levantadora, implantando marca mexicana y del evento en las dos modalidades y en el total.[23]

Olimpiada Juvenil, Plan Sexenal de la Ciudad de México. 2-9 de mayo de 1997.
- Categoría: 59 kg
- Lugar obtenido: primero
- Arranque: 70 kg
- Envión: 102.5 kg
- Total: 172.5 kg
- Implantó récord juvenil en las dos modalidades y en el total también registró nueva marca mexicana de primera fuerza en envión y se ubicó como la mejor levantadora del evento.[23]

Campeonato Mundial Juvenil Ciudad del Cabo, en Sudáfrica. 26 de julio al 4 de junio de 1997.
- Lugar obtenido: quinto en arranque, tercer en envión
- Categoría: 54 kg
- Arranque: 75 kg
- Envión: 95 kg
- Total: 170 kg
- Primera medalla mundial de bronce conseguida en la historia de México en levantamiento de pesas, tanto femenil como varonil.[23]

Campeonato Mundial de Mayores efectuado, en Chiang May, Tailandia. 5 al 15 de diciembre de 1997.
- Lugar obtenido: Duodécimo.
- Categoría: 54 kg
- Arranque: 70 kg
- Envión: 95 kg
- Total: 165 kg

Campeonato Nacional de primera fuerza en el Comité Olímpico Mexicano. 2 al 4 de abril de 1998.
Torneo selectivo para los Juegos Centroamericanos y del Caribe, en Maracaibo, Venezuela.
- Lugar obtenido: primero
- Categoría: 58 kg
- Arranque: 80 kg
- Envión: 100 kg
- Total: 180 kg
- Impuso récord mexicano, superando las marcas para participar en los Juegos Centroamericanos y del Caribe por 12.5 kg en las dos modalidades y en el total.[23]

XX Copa Guatemala. 28 al 31 de mayo de 1998.
- Lugar obtenido: primero
- Categoría 58 kg
- Arranque: 82.5 kg
- Envión: 105 kg
- Total: 187.5 kg
- Impuso récord de la competencia en las dos modalidades y en el total, ubicándose como la mejor del evento.[23]

Juegos Centroamericanos y del Caribe Maracaibo 98. 8 al 22 de agosto de 1998.
- Lugar obtenido: primero
- Categoría: 58 kg
- Arranque: 80 kg
- Envión: 102.5 kg
- Total: 182.5 kg
- Impuso marca en estos juegos en las dos modalidades y en el total, ubicándose como la mejor levantadora del evento.[23]

Copa Thesaloniki, efectuada en Grecia. 10 al 13 de febrero de 1999.
- Lugar obtenido: primero
- Categoría: 58 kg
- Arranque: 80 kg
- Envión 100 kg
- Total: 180 kg

Torneo de Invitación en Winnipeg, Canadá. 3 al 5 de abril de 1999.
- Lugar obtenido: primero
- Categoría: 58 kg
- Arranque: 80 kg
- Envión: 105 kg
- Total: 185 kg

XV Torneo Internacional Simón Bolívar, efectuado en Mérida, Venezuela. 9 al 16 de mayo de 1999.
- Lugar: primero
- Categoría: 58 kg
- Arranque: 82.5 kg
- Envión: 107.5 kg
- Total: 190 kg
- Impuso nuevas marcas Centroamericanas y mexicanas en las dos modalidades y en el total.[23]

Festival Olímpico Mexicano efectuado, en el Comité Olímpico Mexicano. 3 al 5 de junio de 1999.
- Lugar obtenido: primero
- Categoría: 58 kg
- Arranque: 85 kg
- Envión: 105 kg
- Total: 190 kg
- Implantó marca mexicana y del evento en arranque.[23]

Juegos Panamericanos Winnipeg, Canadá. 3 al 7 de agosto de 1999.
- Lugar obtenido: segundo
- Categoría: 58 kg
- Arranque: 85 kg
- Envión: 105 kg
- Total: 190 kg

Campeonato Mundial de Mayores realizado en Atenas, Grecia. 20 al 27 de noviembre de 1999.
Torneo selectivo para Juegos Olímpicos.
- Lugar obtenido: octavo
- Categoría: 58 kg
- Arranque: 85 kg
- Envión: 112.5 kg
- Total: 187.5 kg
- Obtuvo la clasificación para los Juegos Olímpicos de Sídney 2000 e implantó marca mexicana en envión.[23]

Torneo de invitación con miras a los Juegos Olímpicos realizado, en Sídney, Australia. 22 al 26 de marzo de 2000.
- Lugar obtenido: segundo
- Categoría: 69 k
- Arranque: 92.5 kg
- Envión: 122.5 kg
- Total: 215 kg
- Implantó marca mexicana en la categoría de 69 kg.[23]

Torneo NORCECA con sede en Shreverpoth, Luisiana, 14 al 16 de abril de 2000.
Último selectivo para los Juegos Olímpicos en la zona.
- Lugar obtenido: primero
- Categoría 58 kg
- Arranque: 90 kg
- Envión: 120 kg
- Total: 210 kg
- Mejor levantadora del evento, implantando marca mexicana en la categoría de 58 kg.[23]

Torneo Internacional Tofalos, en Atenas, Grecia. 4 al 6 de febrero de 2000.
- Lugar obtenido: primero
- Categoría: 58 kg
- Arranque: 85 kg
- Envión: 105 kg
- Total: 190 kg
- Segunda mejor levantadora del evento.[23]

Campeonato Nacional de Bulgaria en Acenovgrad. 18 de marzo de 2000.
- Lugar obtenido: primero
- Categoría 63 kg
- Arranque: 90 kg
- Envión: 125 kg
- Total: 215 kg
- Implantó récord mexicano en las dos modalidades en la categoría de 63 kg y en el total.[23]